# 윌리엄 스탠디시 놀스
윌리엄 스탠디시 놀스(영어: William Standish Knowles, 1917년 6월 1일 ~ 2012년 6월 13일)는 미국의 화학자이다. 2001년에 ‘카이랄성을 갖고 촉매되는 수소 첨가 반응에 대한 연구’에 의한 공로로 노요리 료지, 칼 배리 샤플리스와 함께 노벨 화학상을 수상했다.
몬산토 연구원 시절 L-도파 합성에 있어서 거울상이성질체를 만드는 같은 방향으로 카이랄 포스핀을 결합하여 신장시키는 방법을 고안했는데 이것이 노벨상 수상의 결정적 요인이 됐다. 2012년 6월 13일, 미주리주 세인트루이스 교외의 체스터필드 자택에서 사망했다.